# Avenue Maguire
L'avenue Maguire est une voie de Québec.

## Situation et accès
Cette avenue est la principale artère commerciale de Sillery, quartier dans l'arrondissement Sainte-Foy–Sillery–Cap-Rouge.

## Origine du nom
Elle est nommée en l'honneur du curé Alexandre-Eustache Maguire qui la fit percer dans le prolongement de la côte de Sillery, grâce à une corvée des paroissiens, afin d'avoir un accès direct de l'église Saint-Michel au cimetière du chemin Gomin. Alexandre-Eustache Maguire fut pasteur de la paroisse Saint-Colomb ou Saint-Michel de Sillery durant plus de 40 ans.

## Historique
Dès le début du 20e siècle, les gens prirent coutume d’appeler ce nouveau chemin le « chemin du curé Maguire », puis l’« avenue Maguire ». De son vivant, le curé Maguire sut donc que son nom passerait à l’histoire. Il demeura d’ailleurs longtemps le curé de Sillery, jusqu’à sa mort qui survint au presbytère en 1934. Dans les années qui suivirent l’ouverture de l’avenue Maguire, des marchands s’y établirent. Le tramway de Québec l’atteignit en 1910, passant par la nouvelle rue Sheppard. Et c’est sur l’avenue Maguire que l’on décida de construire, en 1942, le premier hôtel de ville de Sillery.
Peu à peu, le curé Maguire fut oublié et la prononciation de son nom se déforma quelque peu. On sait d’ailleurs que l’une des façons de reconnaître des « étrangers » à Québec est de les entendre prononcer à l’anglaise le nom « Maguire ». C’est que les citoyens francophones de la ville prononcent « magoirre ».